# Vytvrzování
Vytvrzování (síťování) nazýváme chemický proces v polymerní chemii, při kterém dochází k vytvoření trojrozměrné sítě polymeru. Tímto procesem dochází ke vzniku makromolekul s nekonečnou molární hmotností. U kaučuků se procesu, při kterém vzniká trojrozměrná síť říká vulkanizace.

## Vytvrzovací proces
Během vytvrzovacího procesu tvoří monomery, oligomery nebo polymery trojrozměrnou síť a to za pomoci další látky (tvrdidla). Tvrdidla neboli síťovadla mohou reagovat přímo nebo katalyzovat reakci, často za přítomnosti UV záření nebo zvýšené teploty. Výběr vytvrzovacího činidla činidla závisí na požadavcích doby zpracovatelnosti, podmínek vytvrzování a požadovaných konečných fyzikálních vlastnostech. Volba tvrdidla má vliv na viskozitu a reaktivitu. Určuje také typ vytvořené chemické vazby a stupeň zesítění, které má vliv na mechanické, chemické a elektrické vlastnosti výsledného polymeru. Vytvrzovací činidla mohou fungovat katalyticky (jako iniciátory pro homopolymeraci nebo jako urychlovače pro další vytvrzovadla) nebo koreaktivně (působí jako komonomery během polymerace).

Struktura vytvrzeného epoxidu. Červeně je znázorněno tvrdidlo (trojfunkční amin)

Již na začátku síťovací reakce vznikají molekuly s různou architekturou. Pro vytvrzování je významný bod gelace, tedy bod ve kterém systém ztrácí tekutost a má viskozitu jdoucí k nekonečnu. S postupující konverzí se stále rozpustné monomery a rozvětvené oligomery zabudovávají do trojrozměrné struktury. Se stupněm zesítění roste teplota skelného přechodu a v momentě kdy vzroste nad vytvrzovací teplotu řídícím dějem pro vytvrzování se stane difuze monomerů hustou sítí polymeru a síťovací reakce se téměř zastaví. Vytvrzené termosety obsahují elasticky účinné a neúčinné části řetězce a podle jejich poměru a délek je možné odhadnout jejich mechanické vlastnosti. Sítě reaktoplastů mají jinou architekturu než sítě pryžové a proto vykazují odlišné vlastnosti.

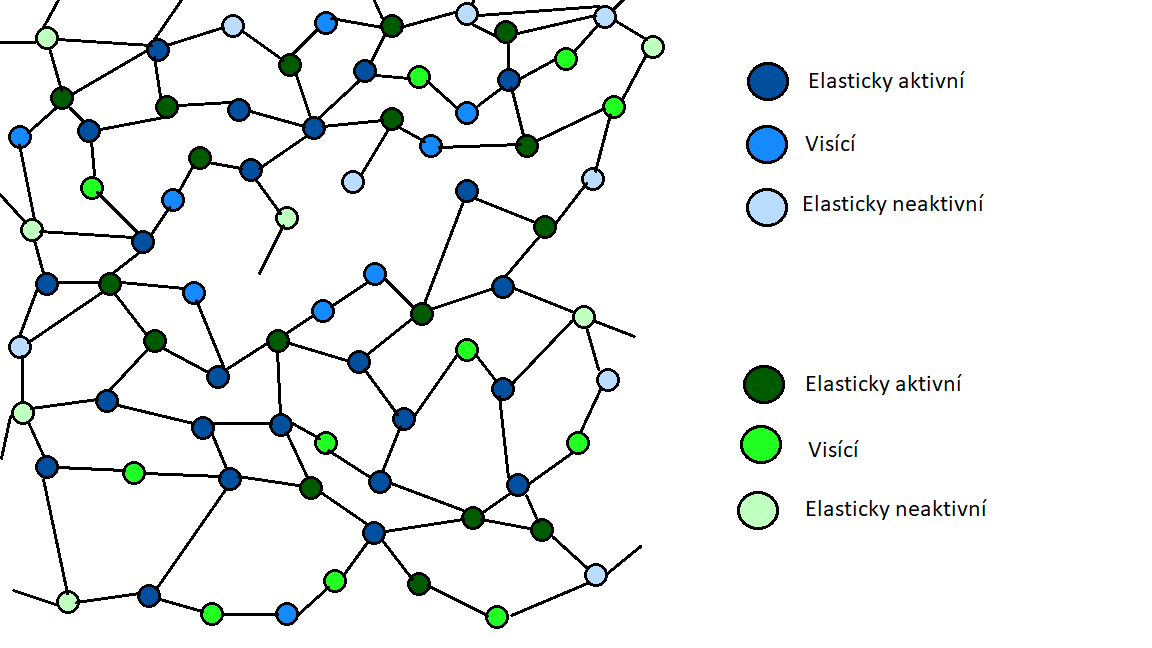
Model vytvrzené epoxidové pryskyřice obsahující elasticky aktivní, visící a elasticky neaktivní řetězce.

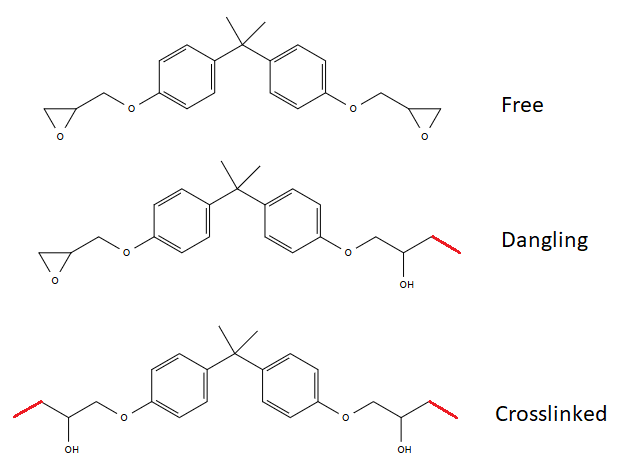
Stavy zesítění ve vytvrzené pryskyřici

## Vytvrzování aditivy
Epoxidové pryskyřice bývají vytvrzovány nukleofilními mechanismy. Epoxidy i tvrdidla bývají často vícefunkční. Nejčastěji mají koreaktivní činidla aktivní atomy vodíku, tedy například aminy, fenoly, thioly, karboxylové kyseliny. Použita mohou být také latentní tvrdidla nebo katalyzátory, které nereagují za pokojové teploty. Mohou jimi být jiné pryskyřice. Fotoiniciované katalyzátory mají velice dlouhou dobu zpracovatelnosti a dochází zde k okamžitému vytvrzení při vystavení záření. Tyto systémy bývají použity jako lepidla nebo nátěrové hmoty.
Novolaky jsou aduktami kresolu nebo fenolu s formaldehydem, jejich vytvrzením vznikne tvrdší zato ale křehčí materiál než tomu je u epoxidů. Bývají používány na zapouzdření polovodičů pro letecké a vesmírné kompozity.  Jako vytvrzovací činidla bývají často používán hexamethylentetramin. Zesítění probíhá při teplotě 140-160 °C a může trvat pouze několik málo minut.
U kaučuků se prostorová síť také vytváří pomocí síťovadla, nejčastěji sírou. Procesu vytvrzování kaučuků se říká vulkanizace. Síra se rozkládá a tvoří polysulfidové příčné vazby mezi řetězci polymeru.

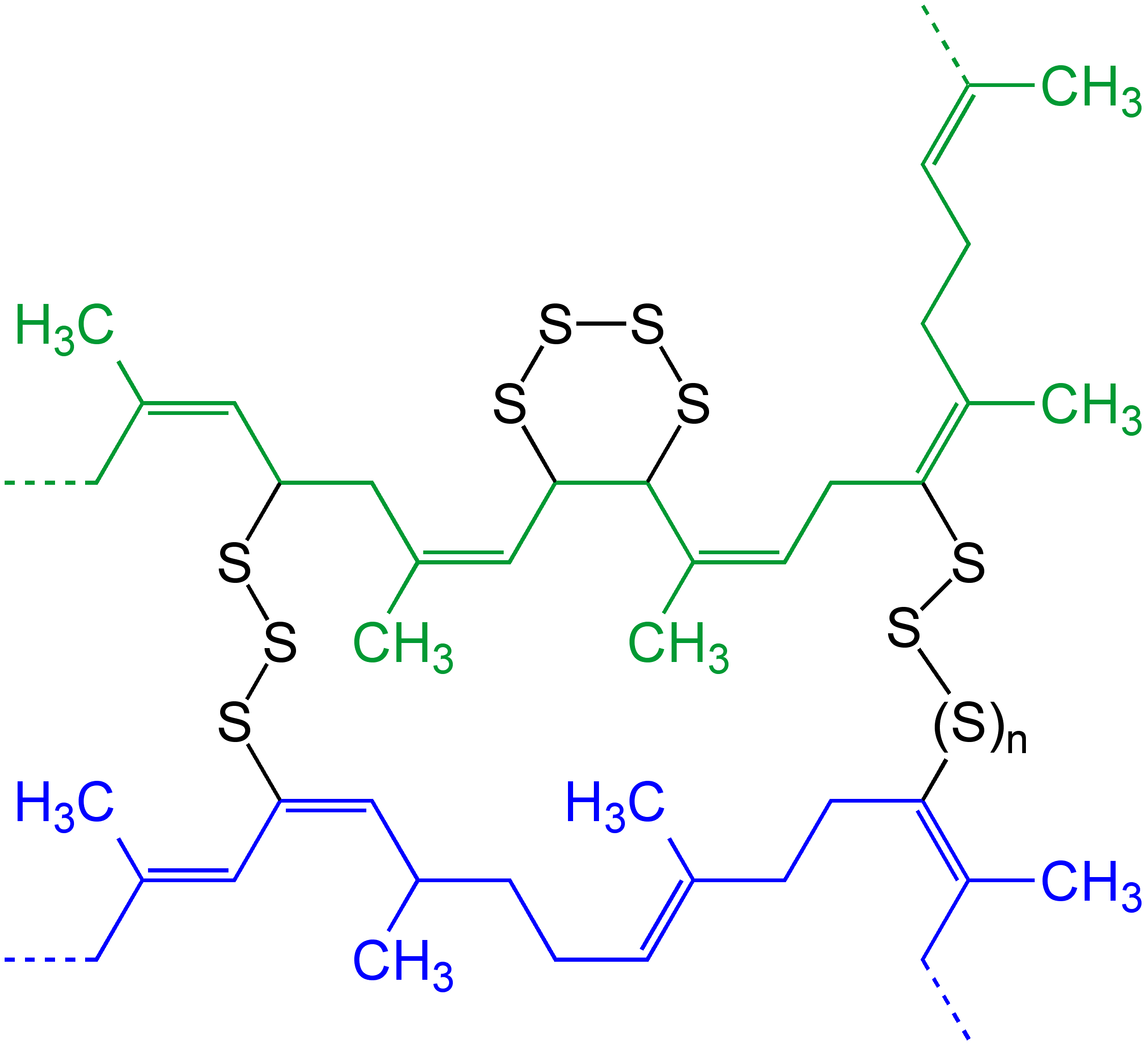
Chemická struktura vulkanizovaného přírodního kaučuku.

## Monitorování vytvrzování
Monitorování procesu vytvrzování spočívá ve sledování různých chemických nebo fyzikálních změn, jejímž cílem je určit bod gelace. Metody pro testování vytvrzených reaktoplastů bývají standardizovány v ISO a ASTM normách. 

### Termální analýza
Jelikož rekce probíhající během síťování je exotermní, můžeme rychlost síťování určit podle tepla uvolněného během procesu. K měření tepelného toku během síťování se používá diferenciální skenovací kalorimetrie (DSC).  Pomocí dynamického režimu lze zjistit teplota skelného přechodu a parametry kinetických modelů vytvrzování.
Pokud každá vazba vzniklá zesítěním uvolní stejné množství energie, můžeme poté stupeň zesítění spočítat dle vztahu níže.
{\textstyle \alpha ={\frac {Q}{Q_{T}}}={\frac {\int _{0}^{s}{\dot {Q}}\,dt}{\int _{0}^{s_{f}}{\dot {Q}}\,dt}}} 
Kde {\displaystyle Q} uvolněné teplo v daném čase {\displaystyle s}, {\displaystyle {\dot {Q}}} je okamžitý tepelný tok a {\displaystyle Q_{T}} je celkové množství uvolněného tepla v čase {\displaystyle s} kdy rekce končí.

### Reologická analýza
Bod gelace se reologickou metodou stanovuje studiem vývoje viskozity v čase. Například pro nenasycené polyesterové pryskyřice se stanovuje bod gelace jako nárůst viskozity na 50 Pa.s za pokojové teploty. Hlavním měřícím zařízením jsou rotační a oscilační reometry.
Kombinací měření mechanických a reologických vlastností se používá dynamická mechanická analýza (DMA). Sleduje se vývoj elastického dynamického modulu E’ a ztrátového dynamického modulu E" v čase,. Pomocí měření těchto modulů můžeme sledovat vývoj síťovací reakce v čase.

### Dielektrická analýza
Dielektrická analýza je určena primárně pro elektricky nevodivé materiály. Měří se komplexní permitivita ve střídavém poli, ze které se stanovuje elektrický ztrátový faktor. Během procesu vytvrzování klesá pohyblivost iontů a rotace dipólů. Měřením změny dielektrického ztrátového činitele, který určuje převážně iontová vodivost, lze vypočítat stupeň vytvrzení materiálu.

### Spektroskopická analýza
Spektroskopickými metodami lze sledovat vytvrzování ze změn poklesu signálu konkrétních skupin. Primárně se používá infračervená spektroskopie s Fourierovou transformací (FTIR). Dalšími používanými metodami jsou fluorescence, spektroskopie Braggovy délky, nukleární magnetická rezonance, luminiscence a fotoakustická spektroskopie.